# نقص حجم الدم
صدمة نقص حجم الدم ويعني انخفاض حجم الدم في الجسم أو بالتحديد انخفاض حجم بلازما الدم.
يتميز نقص حجم الدم باستنزاف الصوديوم والذي يختلف عن الجفاف، الذي يُعرف بفقدان كميات مُفرطة من مياه الجسم.

## الأسباب
الأسباب المُشتركة في حدوث صدمة نقص حجم الدم:
- فقدان الدم (خارجي أو داخلي مثل نزف أو التبرع بالدم[5]).
- فقدان البلازما (الحروق الشديدة[6][7] وآفة تفريغ السائل).
- فقد الصوديوم (الفقد عن طريق الجلد مثل التعرق المُفرط والفقد أيضًا عن طريق الجهاز الهضمي مثل الاسهال والتقيؤ).

## التشخيص
علامات المُشتركة في المستويات الأربعة للصدمة نقص حجم الدم، تشمل:العطش، تسارع نبضات القلب، تسرع النفس، انخفاض ضغط الدم، قلق، قلة البول، اطراف باردة، تعرق مُفرط.

## العلاج
- قثطرة وريدية مركزية.